# Joseph Schubert (Bischof)

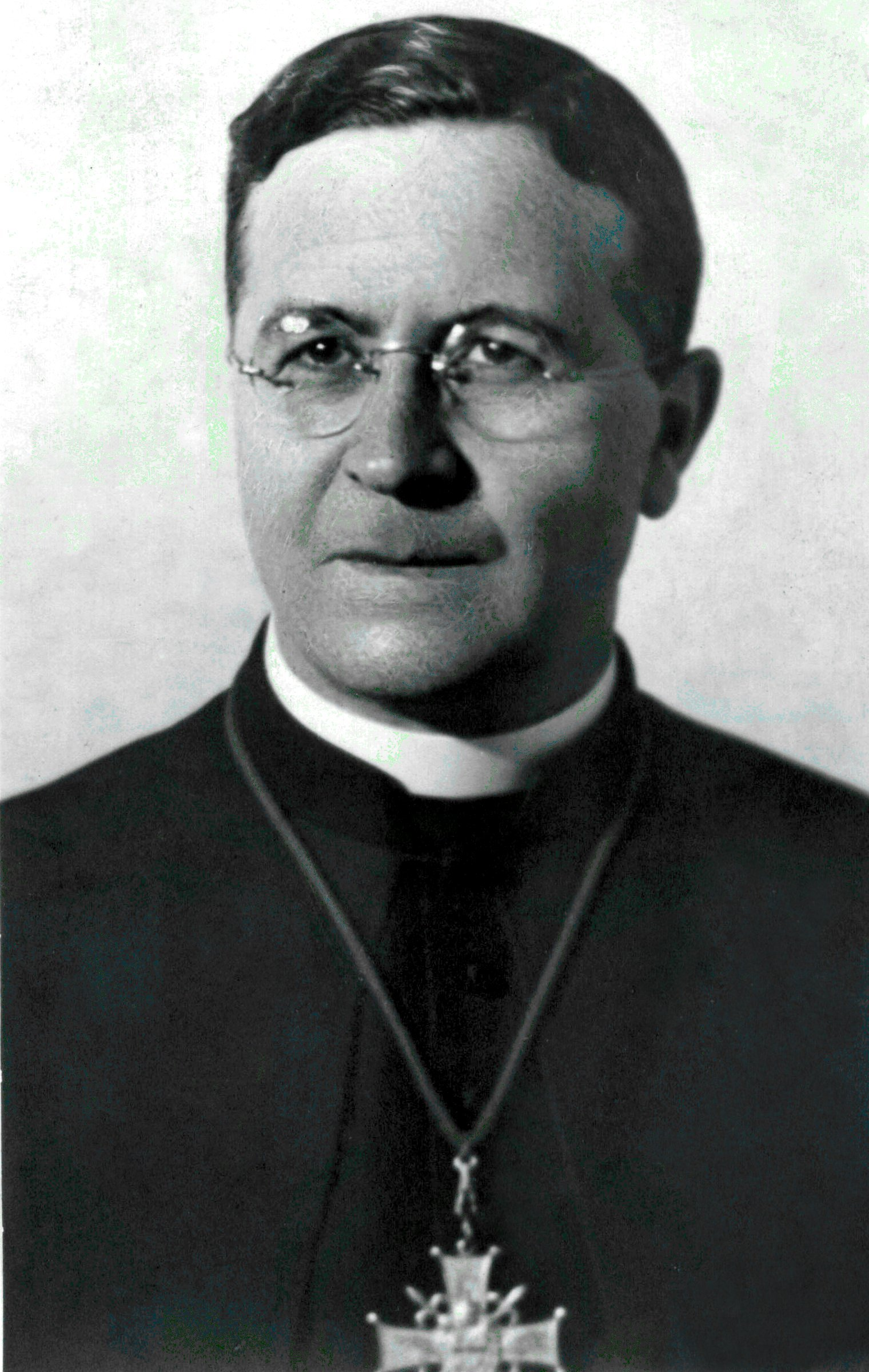
Joseph Schubert

Joseph Schubert (* 6. Juli 1890 in Bukarest; † 4. April 1969 in München) war Geheimbischof der Römisch-katholischen Kirche in Rumänien und Titularbischof von Ceramussa.

## Biografie
Der Sohn deutschstämmiger Eltern studierte nach dem Besuch des Gymnasiums im schweizerischen Engelberg am Erzbischöflichen Seminar in Bukarest und an der Universität von Innsbruck, wo er durch Sigismund Waitz, Titularbischof von Cibyra und späterer Erzbischof von Salzburg, am 15. Juli 1916 die Priesterweihe empfing. Dann kehrte er nach Rumänien zurück, war zunächst Pfarrer in mehreren ländlichen Gemeinden unter anderem von 1925 bis 1931 in  Karamurat, ab 1932 Pfarrer und Metropolitan-Kanonikus, später Domherr der Kathedrale St. Josef in Bukarest. In seinen Funktionen gründete er Hilfszentren für Arme. Er war auch Initiator der Zeitschrift Buletinul Parohial.
Nach der Machtübernahme der Kommunisten waren vor allem die griechisch-katholische und römisch-katholische Kirche starker Repression und Verfolgung ausgesetzt. So erfolgte Schuberts Weiheankündigung am 30. November 1948 in Bukarest, die Ernennung zum Apostolischen Administrator und zum Titularbischof von Ceramussa und die Weihe zum Bischof allesamt im Geheimen. Die Bischofsweihe spendete ihm Erzbischof Gerald Patrick Aloysius O’Hara, der Apostolische Nuntius in Rumänien, am 26. Juni 1950 in Bukarest.
Nachdem der Erzbischof von Bukarest Alexandru Theodor Cisar im Mai 1950 zum Zwangsaufenthalt im Franziskanerkloster von Broos verpflichtet worden war, führte Schubert das Bistum kurze Zeit als Bischof, bis auch er und alle seine möglichen Nachfolger am 17. Februar 1951 auf Befehl des Chefs der Securitate, Gheorghe Pintilie, interniert wurden. In Erwartung dessen war es ihm noch gelungen, Alexandru Todea, den späteren Kardinal, am 19. November 1950 zum griechisch-katholischen und Titularbischof von Caesaropolis – wiederum im Geheimen - zu weihen.
Schubert wurde in einem Schauprozess mit weiteren hochrangigen Klerikern zu lebenslanger Haft verurteilt.
Am 17. Februar 1951 wurde Bischof Schubert auf dem Höhepunkt der stalinistischen Verfolgungen inhaftiert und erst am 4. August 1964 wieder entlassen. Hieronymus Menges vertrat ihn in Bukarest als Ordinarius substitutus und Apostolischer Sonderdelegat, ehe auch er 1952 verhaftet wurde. Joseph Schubert wurde 1964 in das Kloster der Englischen Fräulein von Timișu de Sus (deutsch Obertemesch) verbannt, ohne seine bischöflichen oder priesterlichen Funktionen wieder ausüben zu dürfen. 1969 setzte der Heilige Stuhl im Rahmen seiner neuen Ostpolitik durch, dass Schubert ausreisen durfte.
Er verließ als schwer kranker, von Folter und Entbehrung gezeichneter Mann am 24. Januar 1969 das Land. Der Bischof fuhr noch im Februar 1969 zu einer Privataudienz bei Papst Paul VI. nach Rom, wo er von den Problemen der Römischen, vor allem aber der Rumänischen griechisch-katholischen Kirche berichtete. Wenige Wochen später starb er in einer Münchner Klinik. Das Requiem zelebrierte Kardinal Julius Döpfner.

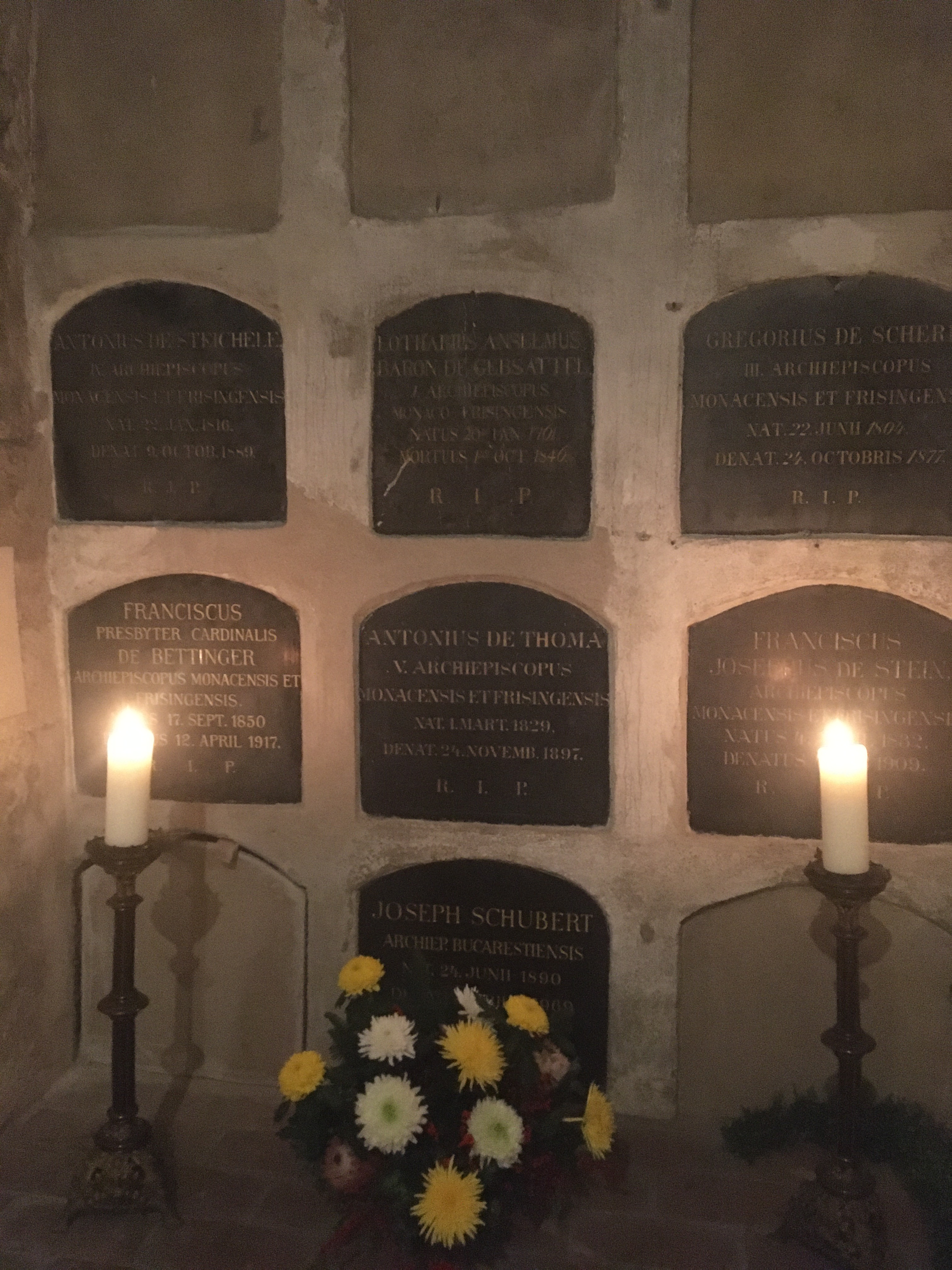
Grab von Bischof Joseph Schubert (Nebenraum der Krypta des Münchner Frauendoms)

Schubert wurde in der Bischofskrypta der Frauenkirche zu München beerdigt.